# Get Your Man (film fra 1921)
Get Your Man er en amerikansk stumfilm fra 1921 af George W. Hill og William K. Howard.

## Medvirkende
- Buck Jones som Jock MacTier
- W.E. Lawrence som Arthur Whitman
- Beatrice Burnham som Lenore De Marney
- Helene Rosson som Margaret MacPherson
- Paul Kamp som Joe